# Clifford, a nagy piros kutya (televíziós sorozat)
A Clifford, a nagy piros kutya (eredeti cím: Clifford the Big Red Dog) amerikai–angol televíziós rajzfilmsorozat, amelyet John Over rendezett. Az Egyesült Államokban a PBS Kids vetítette, az Egyesült Királyságban a BBC One és a Tiny Pop sugározta, Magyarországon a Minimax adta.

## Ismertető
A főszereplő, Clifford, aki egy nagy piros kutya. Pirosabb, mint egy tűzoltóautó és magasabb mint két emelet. Reggelente derűvel köszönt. Mindig egy újabb barátság felbukkanását jelezheti. Nagyon szereti az ember barát gazdáját, Emily Elizabeth-et és nagyon szereti a kutya barátait Cleo-t és T-Bone-t. Komolyan nagy piros kutya, de mégis olyan mint a kutyatársai. Néha előfordul az is, hogy bajba keveredik, de általában teli vidámsággal. Egy igaz jó barát, aki mindig az igazság mellett áll. Mindig számíthatnak rá, mert megbízható és bármikor szívesen megnevettet. Szívesen viszi az embereket a hátán és ha fontos, még a segít a kerti munkában is. Kutya létére, mint ahogy legtöbbször az emberek is, mindig a saját hibáin tanul. A négy mancsával jár a földön - még hogyha a felhők között is van a feje szó szerint...

## Szereplők

### Kutyák
- Clifford – A főszereplő, aki egy nagy piros kutya és Emily Elizabeth Howard kutyája, a felbukkanása mindig egy újabb barátságot jelent.

Eredeti hangja: John Ritter, Magyar hangja: Rosta Sándor
- Cleo – Clifford Copfos lila színű lánykutya barátja.

Eredeti hangja: Cree Summer, Magyar hangja: Németh Kriszta
- Csonti – Clifford sárga színű fiúkutya barátja.

Eredeti hangja: Kel Mitchell, Magyar hangja: Holl Nándor
- Hamburger
- Casey
- Machiavelli "Mac"

Eredeti hangja: Cam Clarke
- Mimi
- Betty
- Billy
- Manny

### Emberek
Gyerekek
- Emily Elizabeth Howard – Szőke hajú kislány, aki Clifford legjobb emberbarátja, és egyben gazdája is.

Eredeti hangja: Grey DeLisle, Magyar hangja: Bálint Sugárka
- Charley
- Jetta – Fekete hajú kislány, aki Emily osztálytársa, és egyben egyik barátnője is.
- Vaz
- Dan
- Mary – Barna hajú kislány, aki Emily egyik barátnője, mozgássérült, ezért tolókocsival megy, és Emily egyik szülinapjára is elmegy.
- Lola – Vörös hajú kislány, aki Emily unokatestvére, egyszer Emily egy labdát küld neki, a szülinapjára, és egyszer eljön Emily-hez, hogy a tóparton fürödjenek.
- Becky – Vörös hajú kislány, aki korlabdával szeret játszani.

Felnőttek
- Caroline Howard – Szőke hajú fiatal nő, aki Emily anyukája, és Mark felesége, a házi munkáját végzi.
- Mark Howard

Eredeti hangja: Cam Clarke
- Samuel
- Sheriff Lewis
- Deputy Brown
- Mrs. Diller
- Horace Bleakman és Violet Bleakman

Eredeti hangja: (Horace Bleakmen) Earl Boen
- Dr. Dihn

Eredeti hangja: Cam Clarke
- Fire Chief Campbell
- Ms. Carrington
- Grumbly
- Mr. Kibble
- Bruno Young
- Victor and Pedro

További magyar hangok: Bodrogi Attila, Simonyi Réka, Pálmai Szabolcs

## Epizódok

### 1. évad
1. A legjobb barátom / Cleo játéka (My Best Friend / Cleo's Fair Share)
2. Különleges szállítmány / Clifford, a kompos (Special Delivery / A Ferry Tale)
3. A kismadár / Otthon, édes otthon (And Birdy Makes Three / Homes Is Where the Fun Is)
4. A karnevál / Régi ismerősök (Clifford's Carnival / Clifford's Doggy Reunion)
5. A verseny / Hasfájás (The Great Race / Tummy Trouble)
6. Cleo megérkezése / Érdekbarátság (Cleo Comes to Town / False Friends)
7. Clifford és a paszuly / A viszketés (Clifford and the Beanstalk / An Itchy Patch)
8. Az új barát / A nagy vihar (A New Friend / Stormy Weather)
9. Az artisták / Lámpaláz (Circus Stars / Limelight Fright)
10. A titokzatos madár / Születésnap (To Catch a Bird / The Best Party Ever)
11. Gyere haza, Mac / A kísértet (Come Back, Mac / Boo)
12. Clifford a kutyakölyök / Isten hozott a szigeten (Little Clifford / Welcome to Birdwell Island)
13. Helyesen cselekedni / Ne fesd az ördögöt a falra (Doing the Right Thing / The Dog Who Cried Woof)
14. A hiányzó levél / Senki sem tökéletes (Leaf of Absence / Nobody's Perfect)
15. A kutyaiskola / Az év szigetlakója (Teacher's Pet / Islander of the Year)
16. A nagy meglepetés / Ne félj a zajtól (Clifford's Big Surprise / The Ears Have It)
17. A kemény legény / Csillagok és barátok (Tough Enough / Stars in Your Eyes)
18. A titkos klub / Kutyák a parkban (Mac's Secret Dog Club / The Dog Park)
19. A kis bolyhos Cleo / Csapatszellem (Fluffed-up Cleo / Promises Promises)
20. Clifford és a felvonulás / Kövesd a vezetőt (Clifford on Parade / Follow the Leader)
21. Ég veled, Csonti / Kutya-Macska barátság (Good-Bye T-Bone / The Truth About Dogs and Cats)
22. Nem könnyű elaludni / Kutyaélet (The Big Sleepover / Dog for a Day)
23. Csonti, a hősszerelmes / Clifford és a Valentin nap (T-Bone Dog About Town / Clifford's Big Heart)
24. Hogy én féltékeny volnék? / Az ugrándozó nyulacska (Who Me Jealous? / A Bunny In A Haystack)
25. Nem a ruha teszi a kutyát / Senki sem ér az égig (Clothes Don't Make the Dog / Short-Changed)
26. Az ételtolvaj / Fagylaltözön (The Kibble Crook / Screaming for Ice Cream)
27. Clifford megérkezése / Jobbulást (New Dog in Town / Get Well)
28. A kutyafelvigyázó / Szombat délelőtt (Babysitter Blues / Saturday Morning)
29. A mancslenyomat / Bob a kölyökkutya (Best Paw Forward / Then Came Bob)
30. Éjjel is, nappal is jó barát / Segítsünk Bleakman bácsinak (Friends, Morning, Noon, and Night / Mr. Bleakman's Special Day)
31. A virágültetés / A kapitány elásott ládája (Doggie Garden / Captain Birdwell's Treasure)
32. Clifford kutyaháza / Az ígéret szép szó (Welcome To the Doghouse / Promises, Promises)
33. Clifford csuklik / Ez az én bulim (Clifford's Hiccups / It's My Party)
34. Clifford és a lomtalanítás / Jetta és a kisbaba (Clifford Cleans His Room / Baby Makes Four)
35. Jetta nagyot lódít / Az újságkihordók (Jetta's Tall Tale / The Big Fetch)
36. A kerti mulatság / A legszebb ajándék (Potluck Party Pooper / The Best Gift)
37. Fő a barátság / Az eső és a piknik (Two's Company / Fair Weather Friend)
38. A fordított nap / Clifford és a jómodor (Topsy Turvy Day / Clifford's Charm School)
39. A megbocsájtás jó dolog / Mimi visszatér (Forgive and Forget / Mimi's Back in Town)
40. Clifford kedvenc takarója / Clifford és a dínók (Blanket Blues / Dino Clifford)